# District de Gorkha
Le district de Gorkha (en népalais : गोर्खा जिल्ला) est l'un des 77 districts du Népal. Il est rattaché à la province de Gandaki. La population du district s'élevait à 268 145 habitants en 2011.

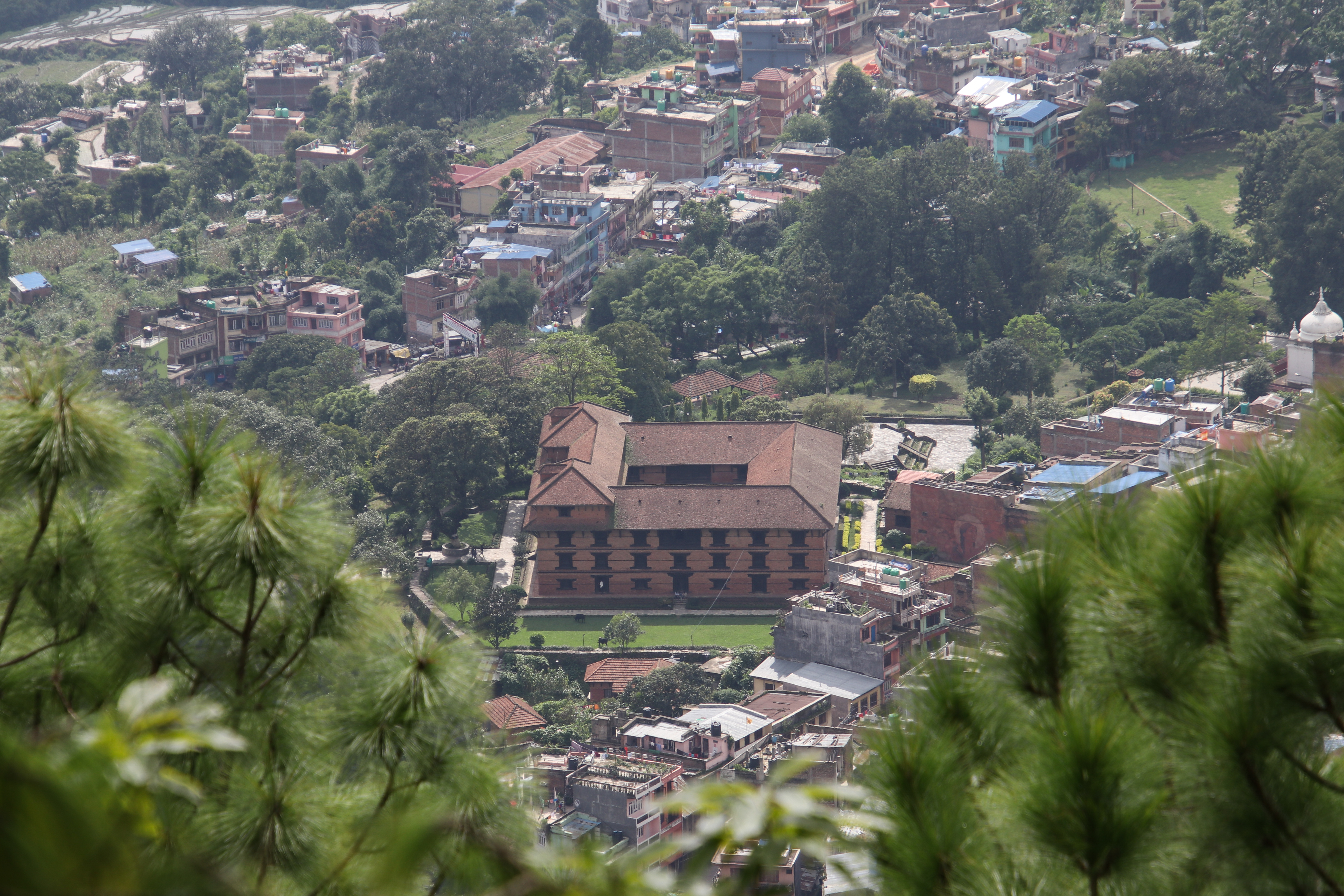
Musée Gorkha à Gorkha

## Histoire
Il faisait partie de la zone de Gandaki et de la région de développement Ouest jusqu'à la réorganisation administrative de 2015 où ces entités ont disparu.

## Subdivisions administratives
Le district de Gorkha est subdivisé en 11 unités de niveau inférieur dont 2 municipalités et 9 gaunpalikas ou municipalités rurales.
| #  | Nom            | Nom en népalais | Type         | Population (2011) | Superficie (km2) |
| -- | -------------- | --------------- | ------------ | ----------------- | ---------------- |
| 1  | Gorkha         | गोरखा             | municipalité | 49 272            | 131,86           |
| 2  | Palungtar      | पालुङटार           | municipalité | 38 174            | 158,62           |
| 3  | Barpak Sulikot | बारपाक सुलिकोटी       | gaunpalika   | 25 389            | 200,63           |
| 4  | Siranchok      | सिरानचोक           | gaunpalika   | 23 628            | 121,66           |
| 5  | Ajirkot        | अजिरकोट           | gaunpalika   | 14 802            | 198,05           |
| 6  | Arughat        | आरूघाट            | gaunpalika   | 23 887            | 160,79           |
| 7  | Gandaki        | गण्डकी            | gaunpalika   | 23 253            | 123,86           |
| 8  | Chumanuvri     | चुमनुव्री           | gaunpalika   | 6 923             | 1 648,65         |
| 9  | Dharche        | धार्चे             | gaunpalika   | 13 229            | 651,52           |
| 10 | Bhimsenthapa   | भिमसेनथापा          | gaunpalika   | 22 033            | 101,25           |
| 11 | Shahid Lakhan  | शहिद लखन         | gaunpalika   | 27 555            | 148,97           |